# Lupin (entreprise)
Pour les articles homonymes, voir Lupin.
Lupin est une entreprise pharmaceutique indienne basée à Bombay. Le nom de l'entreprise vient de Lupin.

## Histoire
Elle est fondée en 1968. 
En mars 2014, Lupin acquiert l'entreprise mexicaine Laboratorios Grin, spécialisé dans les traitements de l'œil, pour un montant inconnu.
En juillet 2015, Lupin acquiert Gavis Pharmaceuticals, entreprise pharmaceutique américaine spécialisée dans les génériques, pour 880 millions de dollars,.